# Epispadias
El epispadias es un tipo infrecuente de malformación, en el que la uretra termina en una abertura en la cara superior o dorso del pene. También puede desarrollarse en mujeres cuando la uretra se desarrolla en posiciones superiores a la normal, es decir, a nivel del clítoris o aún superior a este. 

## Epidemiología
Se presenta en aproximadamente 1 en 100 000 en hombres y 1 en 160 000 a 1 en 480 000 en mujeres.

## Fisiopatología
Una alteración embriológica opuesta hace que la apertura uretral esté en la cara inferior del pene, conocido como hipospadias. Ambos trastornos son causas frecuentes de infección urinaria a repetición en la infancia.